# Auguste Pointelin

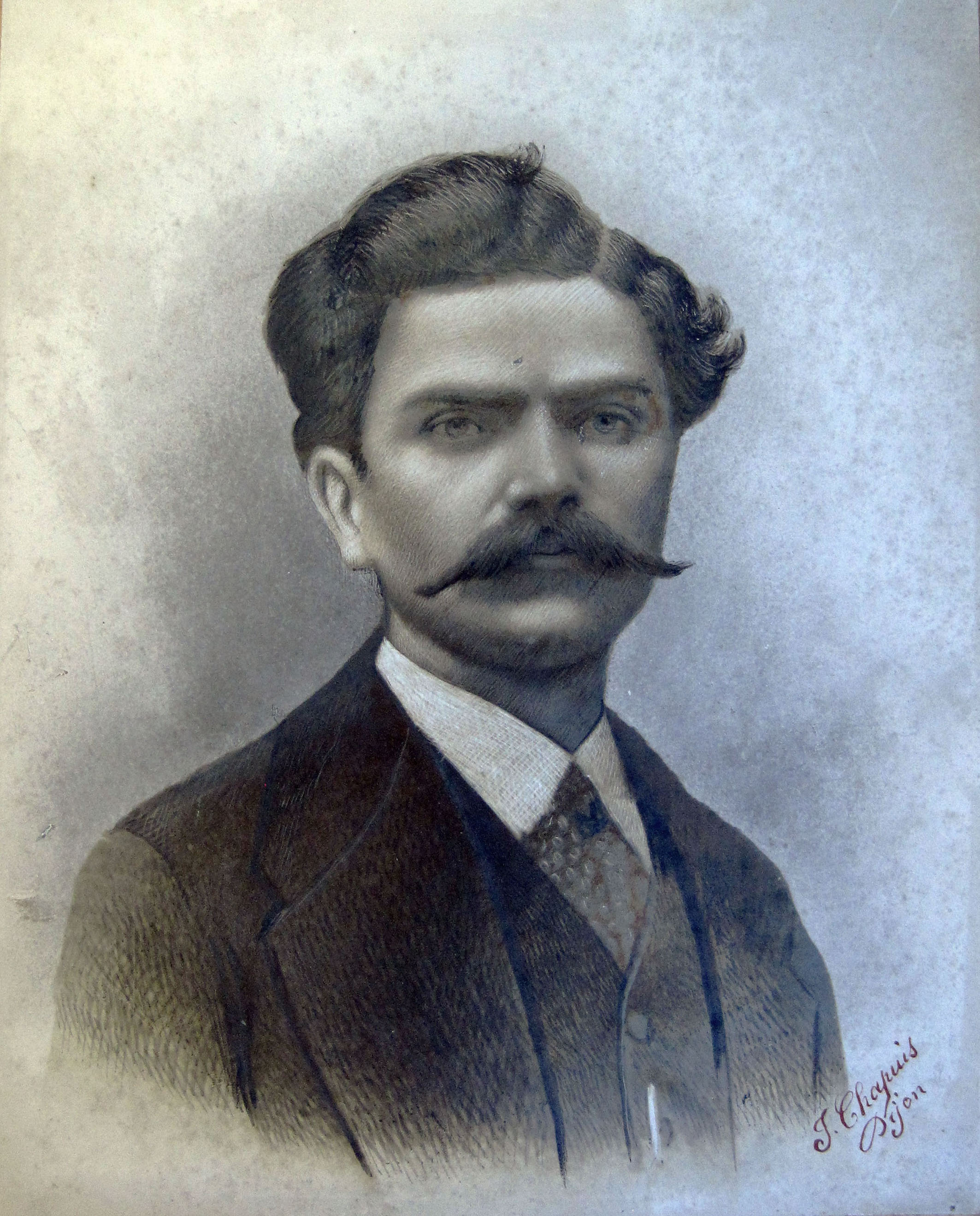
Portrait Pointelin als junger Mann

Auguste Pointelin (* 23. Juni 1839 in Arbois; † 9. April 1933 in Mont-sous-Vaudrey) war ein französischer Landschaftsmaler.

## Leben
Auguste Poitelin wurde als Sohn einer Winzer- und Limonadenhersteller-Familie in Arbois im französischen Jura in der Region Franche-Comté, heute Bourgogne-Franche-Comté, geboren. Er studierte auf Wunsch seines Vaters Mathematik als Lehramt und gleichzeitig nahm er Malunterricht bei dem Doler Maler Victore Maire. Er wurde Mathematiklehrer in Nordfrankreich und arbeitete gleichzeitig als Maler, insbesondere seiner geliebten Heimat, dem Jura, dem „kleinen Vaterland“, wie er es nannte. Bei seinen Wanderungen durch den Jura machte er sich Skizzen, die er aber nur für Details nutzte. Seine Bilder zeigen keine konkreten Landschaften, er wollte Stimmungen festhalten. Er verzichtete auch auf eine Ausbildung an der Académie des Beaux-Arts in Paris. Er besuchte in Paris den „Salon“, die Ausstellung der arrivierten und avantgardistischen Maler. Er traf Jean-Baptiste Camille Corot, den er sehr bewunderte und wohl auch als Vorbild nahm. 1876 stellte er im Salon sein Bild „Sur un plateau du Jura/Auf der Jura Höhe“ aus, welches ausgezeichnet wurde und gute Kritiken auch beim Publikum bekam für seinen „Synthetismus und Mystizismus“. Das Bild wurde vom französischen Staat gekauft, auf Rat von Louis Pasteur, mit dem er befreundet war.  Er erhielt weitere Aufträge und zog sich in den kleinen Ort Mont-sous-Vaudrey im Jura zurück, behielt aber sein Pariser Atelier und stellte bis zu seinem Tod 1933 im Salon aus. Er wurde relativ erfolgreich und bekannt, gewann eine Goldene Medaille bei der Weltausstellung 1889 und hatte Ausstellungen in Paris und Besançon. Nach seinem Tod wurde er bald vergessen. Seine Wiederentdeckung begann mit Ausstellungen in Dole (1993) und in Saint-Claude (2010).

## Werke
Ein moderner Kommentar zu seinen Bildern lautet „Je später die Werke entstanden, desto weniger geht es ihm um Repräsentation oder Abbildung. Er entleere die Landschaft und befreite sie von allem Anekdotischen, Pittoresken und von Details“.
Man findet seine Werke in den Museen von Arbois,  Besancon, Dole und Dijon. Oft bezeichnet er sie nur als „Paysage/Landschaft“, da sie keinen bestimmten Ort abbilden.

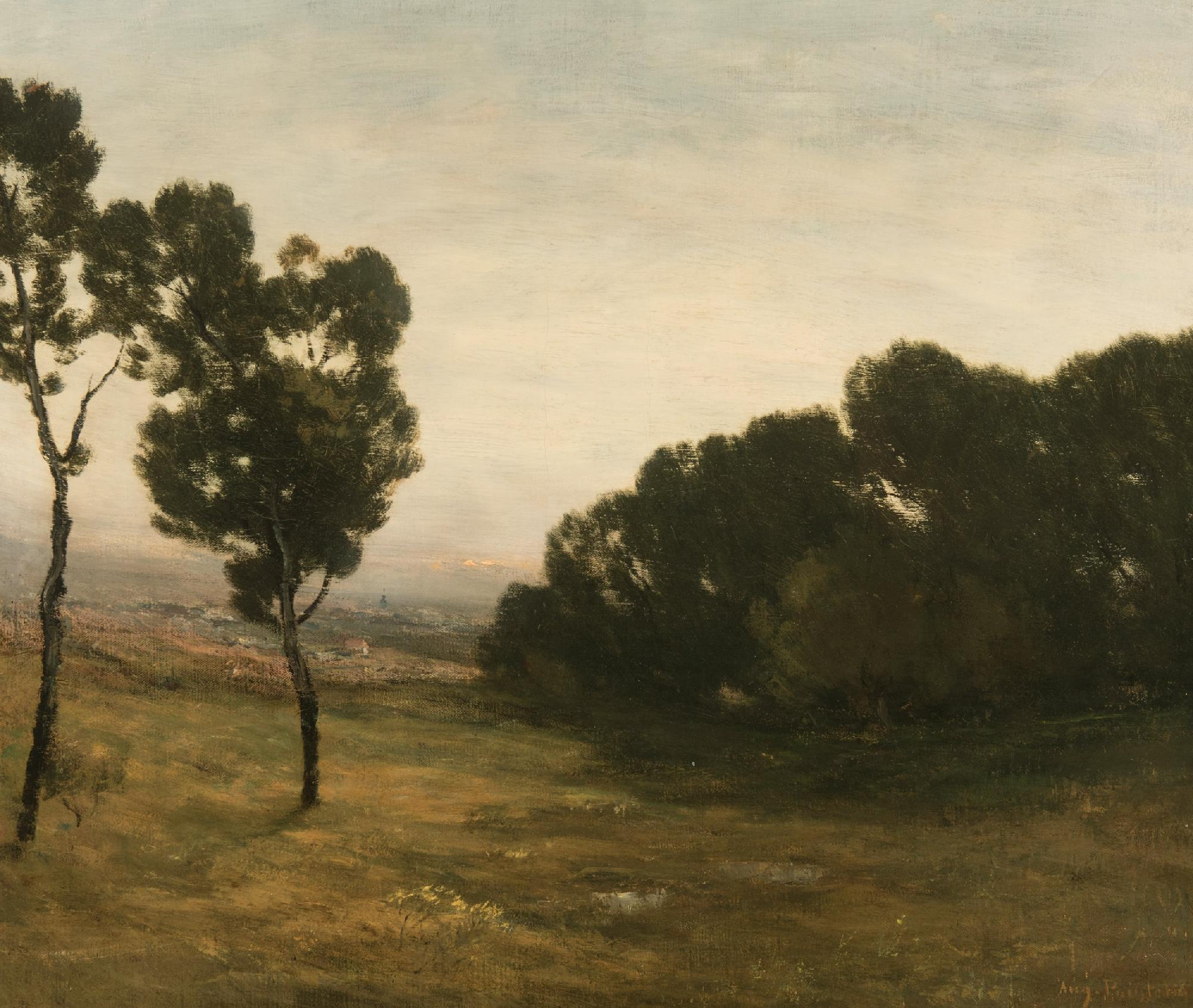
Paysage
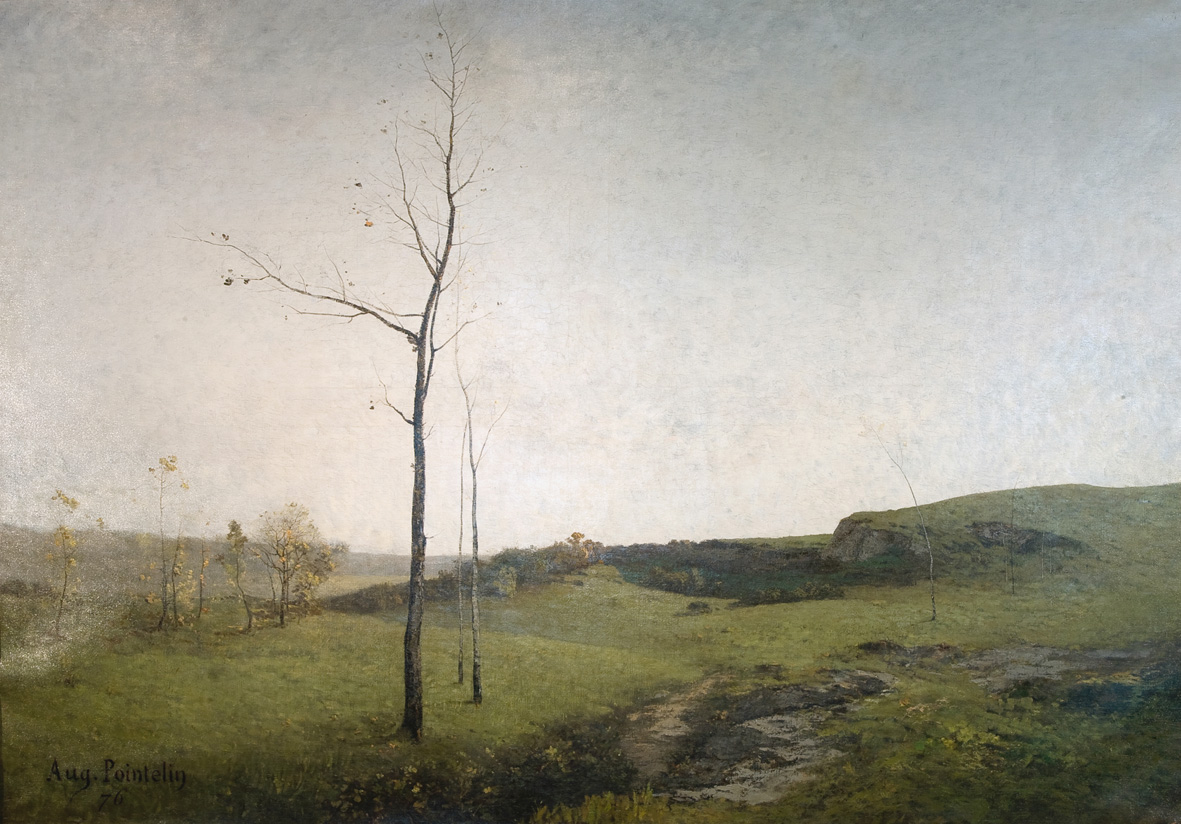
Sur un plateau du Jura, l’autome (1876)
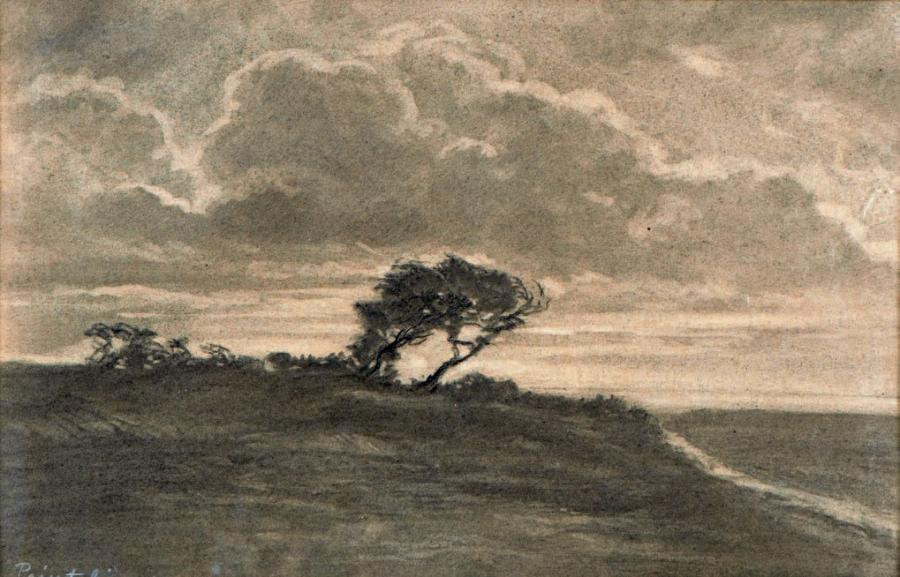
Paysage (1888)
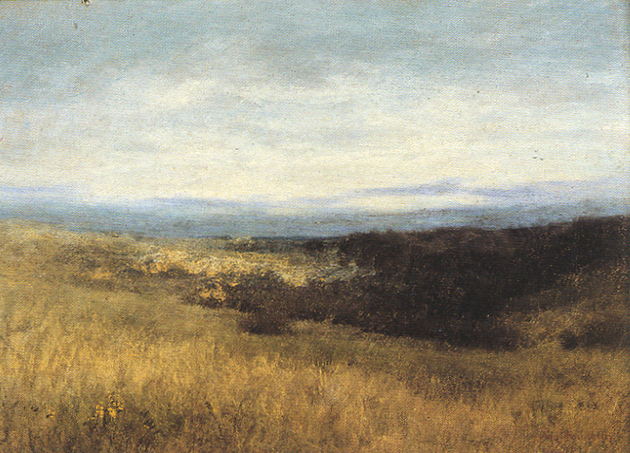
La combe aux vipères (1876)